# Saint-Louis Football Club
Le Saint-Louis FC est un ancien club seychellois de football, basé à Victoria. 
Le club a fusionné en 2007 avec le Sunshine SC pour donner naissance au club de Saint-Louis Suns United. Il s'agit du club le plus titré des Seychelles.

## Palmarès
- Championnat des Seychelles (13)
  - Champion en 1979, 1980, 1981, 1983, 1985, 1986, 1987, 1988, 1989, 1990, 1991, 1992 et 1994

- Coupe des Seychelles (3)
  - Vainqueur en 1988, en 1996 et en 2003